# Manchesterderbyt
Manchesterderbyt är beteckningen på fotbollsmatcherna mellan de engelska storklubbarna Manchester City och Manchester United, som har spelats sedan 1881. United spelar sina hemmamatcher på Old Trafford medan City spelar på City of Manchester Stadium (Etihad Stadium), de två arenorna åtskilds med cirka 6,4 km. Lagen har spelat mot varandra i 187 matcher i alla olika tävlingsformer, United har vunnit 77, City 57 och de återstående 53 har blivit oavgjorda. City och United är bland de mest framgångsrika klubbarna i England och har tillsammans vunnit 94 titlar: Manchester United 66 och Manchester City 28.

## Historia
Den första matchen som spelades mellan klubbarna var den 12 november 1881 då St. Mark's (West Gorton) – som sedan kom att blev Manchester City – tog emot Newton Heath LYR – som sedan kom att blev Manchester United. Matchen slutade 3–0 till Newton Heath (Manchester United). Vid denna tid var klubbarna bara två i mängden av många nyblivna klubbar i Manchester-området och matchen hade ingen större betydelse. Det första ligamötet mellan lagen kom under säsongen 1894–95, då Newton Heath slog Manchester City (som nu hade fått sitt nya namn) med 5–2 på Hyde Road.

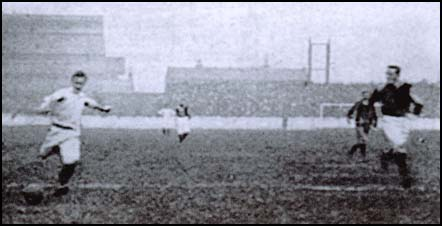
Manchester City mot Newton Heath (Manchester United), 1898

Även om United länge var den ledande klubben i staden under 1900-talet och början på 2000-talet var City först med att vinna en titel, då man vann FA-cupen 1904.

## Fansen
Fastän Uniteds fans utan tvekan ser rivaliteten mellan Liverpool FC som en större rival, är de flesta City supportrar överens om att United är deras främsta rivaler. Matcherna mellan City och United har återhämtat sig de senaste åren då Manchester City återupplevt som ett av de bästa lagen i England efter deras korta frånvaro från Premier League i slutet av 1900-talet.
Supportrar till City har i många år hävdat att de är det ”äkta” Manchesterlaget och att United bara följs av medgångssupportrar, influgna asiater och så kallade "Cockney Reds" från London. Cityfansen har till och med en ramsa där man sjunger att Unitedfansen ska gå tillbaka till London, samt att staden tillhör City. Uniteds supportrar hävdar att Citys fans endast består av "plastfans" och "glory hunters" efter att man blivit uppköpta av Abu Dhabi Group 2008.

## Statistik
De största segrarna har kommit för City, som har vunnit med 6–1 vid två tillfällen i ligan (båda gångerna borta på Old Trafford); den 23 januari 1926 och 23 oktober 2011. United slog City med 7–1 i en War League-match på Maine Road den 14 april 1941, men detta anses inte vara en officiell match och därmed räknas resultatet inte som den största vinsten i derbyt. Båda lagen har vunnit 5–0 en gång (City 1955, United 1994). Publikrekordet för ett Manchesterderby var 78 000 den 20 september 1947, en tid då båda klubbarna spelade på Maine Road, då Old Trafford reparerades efter bombskador under andra världskriget.
Statistiken är korrigerad sedan 9 november 2021
| Tävling                         | Spelade | City | Lika | United | City mål | United mål |
| ------------------------------- | ------- | ---- | ---- | ------ | -------- | ---------- |
| Premier League                  | 50      | 17   | 9    | 24     | 63       | 70         |
| Football League First Division  | 104     | 30   | 39   | 35     | 147      | 141        |
| Football League Second Division | 12      | 2    | 4    | 6      | 13       | 21         |
| FA-cupen                        | 9       | 3    | 0    | 6      | 12       | 18         |
| Ligacupen                       | 10      | 5    | 1    | 4      | 16       | 11         |
| FA Community Shield             | 2       | 0    | 0    | 2      | 2        | 4          |
| Total                           | 187     | 57   | 53   | 77     | 257      | 266        |

### Mesta målgörare
Kursiv stil anger spelare som fortfarande spelar för antingen Manchester City eller Manchester United.
| Spelare        | Klubb                                     | Mål |
| -------------- | ----------------------------------------- | --- |
| Wayne Rooney   | Manchester United                         | 11  |
| Joe Hayes      | Manchester City                           | 10  |
| Francis Lee    | Manchester City                           | 10  |
| Sergio Agüero  | Manchester City                           | 9   |
| Bobby Charlton | Manchester United                         | 9   |
| Colin Bell     | Manchester City                           | 8   |
| Eric Cantona   | Manchester United                         | 8   |
| Brian Kidd     | Manchester United (5) Manchester City (3) | 8   |
| Joe Spence     | Manchester United                         | 8   |
| Paul Scholes   | Manchester United                         | 7   |
| Dennis Viollet | Manchester United                         | 7   |